# Forum voor Democratie
Das Forum voor Democratie (FvD, deutsch Forum für Demokratie) ist eine rechtspopulistische Partei in den Niederlanden. Sie wurde im Jahr 2016 gegründet und hatte ihren größten Erfolg 2019 bei der Wahl zur Ersten Kammer, als sie mit 15,9 Prozent die größte Partei wurde. Seitdem und in der Zweiten Kammer stellt sie eher kleine Fraktionen. Parteiführer ist ihrer Gründung der Publizist Thierry Baudet.

## Geschichte
Forum voor Democratie wurde 2015 als Denkfabrik unter der Leitung von Thierry Baudet gegründet. Es ging aus der rechten Aktionsgruppe GeenPeil (etwa „keine Hochrechnung“ oder „keine Umfrage“) hervor, die im April 2016 das Referendum in den Niederlanden über das Assoziierungsabkommen zwischen der Europäischen Union und der Ukraine durchsetzte.
Bei der Wahl zur Zweiten Kammer 2017 erhielt sie zwei Sitze. Bei den Kommunalwahlen im März 2018 trat die Partei nur in Amsterdam an und erreichte drei der 45 Sitze im dortigen Stadtrat. Im Jahr 2019 errang sie über die Provinzwahlen 12 der 75 Sitze der Ersten Kammer der Generalstaaten. Mit dieser Wahl verlor die bisher regierende Koalition aus VVD, Democraten 66, CDA und ChristenUnie ihre Mehrheit in der Ersten Kammer. In der stark fragmentierten Parteienlandschaft wurde die FvD-Fraktion die größte in der Ersten Kammer, verlor allerdings später viele Fraktionsmitglieder.
Bei den Europawahlen 2019 konnte die Partei mit etwa 11 % das viertbeste Ergebnis erreichen. Nach Analysen sind zahlreiche Wähler von der PVV (4,1 %, davor 13,3 %) zum FvD abgewandert.
Im April 2020 deckte das Magazin HP/De Tijd antisemitische Äußerungen und Verherrlichung von Anders Breivik und Brenton Tarrant in Chatgruppen der Jugendorganisation der FvD (JFvD) auf. Die FvD untersuchte diese Vorfälle und entließ drei Mitglieder aus der Partei, drei weitere wurden suspendiert. Im November 2020 wurden weitere ähnliche Fälle bekannt. Baudet trat in der Folge als Spitzenkandidat für die Parlamentswahl 2021 zurück.
Der Vize-Vorsitzende Theo Hiddema trat als Abgeordneter der Zweiten Kammer zurück, ebenso der Vorsitzende der Fraktion in der Ersten Kammer, Paul Cliteur. Die drei Europaparlamentarier der FvD verließen die Partei. Am 26. November 2020 veröffentlichte das Erste-Kammer-Mitglied Nicki Pouw-Verweij einen Brief über mehrere Vorfälle während eines Abendessens am 20. November, in dem Baudet antisemitische Äußerungen gemacht und seinen Parteikollegen Joost Eerdmans angepöbelt hatte.
Eerdmans gründete im Dezember 2020 die Partei JA21. Sieben Mitglieder der Ersten Kammer, darunter Pouw-Verweij, und die drei Europaparlamentarier traten der JA21 bei. JA21 entwickelte sich zu einer rechtskonservativen Kleinpartei, die 2021 und 2024 in die Zweite Kammer gelangte.
Bei der Wahl zur Zweiten Kammer im März 2021 lag die FvD zwar weit hinter dem Ergebnis zur Ersten Kammer zurück, dennoch verbesserte sie sich von zwei auf acht Mandate. Die Führung in der rechten Szene verlor er allerdings wieder an Geert Wilders von der PVV.
Gideon van Meijeren, für die FvD in der Zweiten Kammer, wurde im Juni 2024 zu einer Arbeitsstrafe verurteilt. Er hatte sich des Aufrufs zu einer Straftat schuldig gemacht. Laut Gericht hat van Meijeren seine Position als Parlamentsmitglied genutzt, um wütende Bauern zu Gewalt aufzuhetzen. Im Juli 2022 hatte er in einer Rede bei einer Bauerndemonstration gesagt, dass ein Tabu auf Gewalt nicht immer gesund sei. Pepijn van Houwelingen, ebenfalls für die FvD in der Zweiten Kammer, erhielt im Oktober 2024 eine Geldbuße auferlegt. Er hatte 2022 in einem Tweet eine Fotomontage veröffentlicht, in der es so aussieht, als würde ein damaliger Minister eine Nazi-Flagge hissen.

## Ideologie
Die FvD wurde in der Anfangszeit eine EU-skeptische und rechtspopulistische Protestpartei eingeordnet. Im Laufe der Zeit haben Forscher und Journalisten sie mehr und mehr als rechtsradikal bis rechtsextrem eingeschätzt. Die Partei, so der flämische Journalist Jeroen Reygaert, habe als Anti-EU-Bewegung begonnen und stelle sich mittlerweile als Sprachrohr für immer absurdere Verschwörungstheorien mehr und mehr selbst ins Abseits.
Als Hauptanliegen nennt die Partei das Durchbrechen eines sogenannten „Parteien-Kartells“, in dem die etablierten Parteien die Macht unter sich teilen und – obwohl sie behaupteten, Gegner zu sein – die gleichen Ziele verfolgen würden. Darüber hinaus verspricht die Partei direkte Demokratie mittels verbindlicher Referenden sowie gewählter Bürgermeister und einen gewählten Ministerpräsidenten.
Die Partei lehnt die Europäische Union ab und kämpft für ein Referendum über die niederländische EU-Mitgliedschaft. Sie will keine Übertragung neuer Befugnisse an die EU, stattdessen die Macht an die Nationalstaaten zurückgeben. Ferner sollen niederländische Kultur und „niederländische Werte“ gesetzlich geschützt werden. Die Partei tritt für die Wiedereinsetzung von Grenzkontrollen ein und positioniert sich gegen eine sogenannte Masseneinwanderung. Sie will in eine fähige Berufsarmee investieren, das Nationale Reservistenkorps erweitern und Kürzungen im Verteidigungshaushalt rückgängig machen. Darüber hinaus hat die Partei Pläne zur Sanierung des niederländischen öffentlich-rechtlichen Rundfunks, der Nederlandse Publieke Omroep (NPO).
In der Wirtschaftspolitik ist die Partei ein Befürworter von Erhöhung des Steuerfreibetrags, Abschaffung der Schenkung- und Erbschaftsteuer sowie einer radikalen Vereinfachung des Steuersystems. Außerdem befürwortet die Partei die Förderung von ökologischer Nachhaltigkeit, Umwelt und Innovation durch Steuersenkungen für erneuerbare Energien, Sharing Economy und biologische Landwirtschaft sowie Investitionen in die digitale Infrastruktur, eine Reduzierung der Regulierung und die Gewährleistung des Datenschutzes. Weiterhin will sie Verbesserungen in der Grund- und Sekundarschulbildung durchführen, die sich auf die Qualität des Lehrpersonals fokussieren.
In der Corona-Zeit war Parteiführer Baudet ein scharfer Gegner der Corona-Maßnahmen. Baudet verglich die Maßnahmen mit den Judenverfolgungen im Zweiten Weltkrieg. Ein Gericht legte ihm auf, entsprechende Tweets zu entfernen, und verbot ihm, Bildmaterial zum Holocaust weiterhin im Rahmen von Corona-bezogenen Diskussionen zu verwenden. Kammermitglied van Meijeren fand, dass die Menschen, die für die Corona-Politik verantwortlich seien, aufgespürt, verfolgt und eingesperrt werden sollten. Baudet habe laut einem Parteimitglied gesagt, er sei bereit, drei Millionen Corona-Tote zu akzeptieren, wenn damit die „Freiheit“ gerettet werde.
Baudet nannte sich einen Fan von Wladimir Putin und weigerte sich, den Angriffskrieg gegen die Ukraine zu verurteilen.
Am 17. Oktober 2022 äußerte Baudet die Überzeugung, Reptiloide, welche die Gestalt von Menschen annehmen, würden die Welt kontrollieren. Es handelt sich hierbei um eine Verschwörungstheorie, die auf den Autor David Icke zurückgeht.

## Bekannte Mitglieder
- Thierry Baudet, Jurist und Historiker
- Theo Hiddema, Anwalt, Mitglied der Zweiten Kammer 2017–2020, Mitglied der Ersten Kammer 2021–2023, ab 31. März 2022 in der Fraktion Frentrop.[37] Bekannt wurde er als Anwalt der Nationalsozialistin Florrie Rost van Tonningen-Heubel, der Witwe des NSB-Politikers und Kollaborateurs Meinoud Rost van Tonningen.[38]

- Paul Cliteur, Professor der Rechtswissenschaft, Mitglied der Ersten Kammer 2019–2020[39]
- Frank Ankersmit, Professor für Geschichte, war kurzzeitig Mitglied und Berater, verließ die Partei 2018 wieder.[40]
- Susan Teunissen, Soziologin und Hauptmann in der niederländischen Armee, Mitglied der Zweiten Kammer, verließ die Partei im Februar 2018[41]
- Loek van Wely, Schachspieler, Mitglied der Ersten Kammer 2019–2023, verließ die Partei am 8. Dezember 2020[42]
- Willem van Hanegem, ehemaliger niederländischer Nationalspieler und Fußballtrainer, wurde im September 2017 Parteimitglied

## Wahlergebnisse
| Jahr | Wahl                | Stimmenanteil | Sitze |
| ---- | ------------------- | ------------- | ----- |
| 2017 | Parlamentswahl 2017 | 1,8 %         | 2/150 |
| 2019 | Europawahl 2019     | 11,0 %        | 3/26  |
| 2019 | Senatswahl 2019     | 15,9 %        | 12/75 |
| 2021 | Parlamentswahl 2021 | 5,0 %         | 8/150 |
| 2023 | Senatswahl 2023     | 2,7 %         | 2/75  |
| 2023 | Parlamentswahl 2023 | 2,2 %         | 3/150 |
| 2024 | Europawahl 2024     | 2,5 %         | 0/31  |